# Gastronomía vegetariana

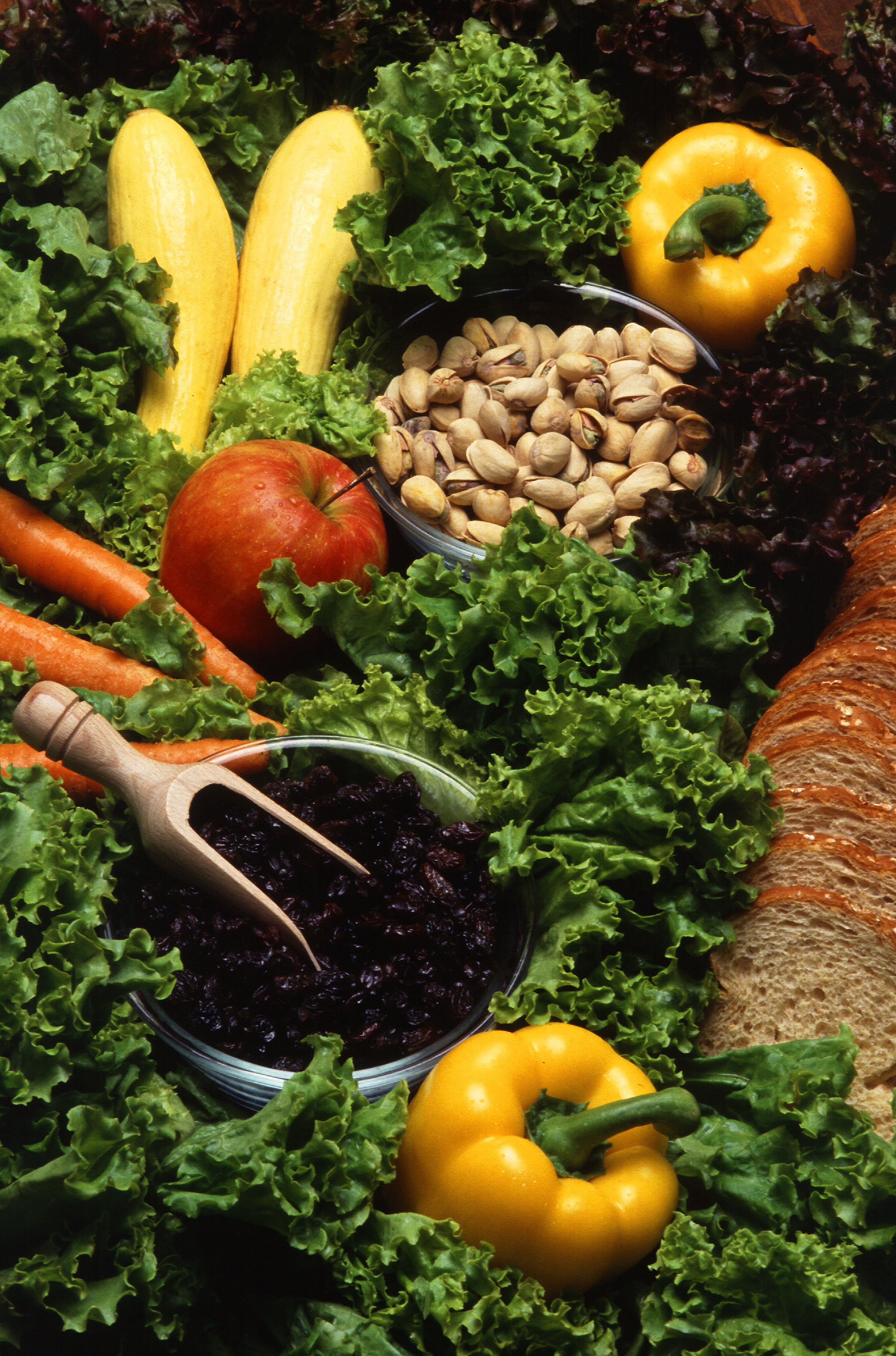
Varios ingredientes vegetarianos.

La gastronomía vegetariana es aquella que utiliza ingredientes que cumplen los criterios vegetariano, excluyendo la carne. Para el ovolactovegetarianismo (el tipo más común de vegetarianismo de Occidente) están permitidos los huevos y los productos lácteos, tales como la leche y el queso. Las formas más estrictas de vegetarianismo son el veganismo y el frugivorismo, que excluyen todos los productos animales, incluyendo los productos lácteos y la miel, e incluso algunos azúcares refinados que se filtran y blanquean con carbón de hueso.
Los alimentos vegetarianos se pueden clasificar en varios tipos:
- Los tradicionales, que siempre han sido vegetarianos: cereales, frutas, verduras, frutos secos, etcétera
- Productos de soja, incluyendo el tofu y el tempeh, que son fuentes comunes de proteína
- Proteína vegetal texturizada, hecha de harina vegetal desgrasada, incluida a menudo en receta de chili y hamburguesa en lugar de la carne picada
- Sucedáneos de carne, que imitan el sabor, textura y apariencia de la carne y se emplean con frecuencia en recetas que tradicionalmente contienen carne
- Sucedáneos de huevo y lácteos, empleados para hacer cremas, batidos y tortillas

## Ingredientes empleados en la cocina vegetariana
Los alimentos normalmente considerados adecuados para todos los tipos de cocina vegetariana incluyen:
- Cereales: maíz, cáñamo, maíz dulce, trigo, arroz, cebada, sorgo, mijo, avena, centeno, triticale, alforfón, fonio, quinoa, y productos derivados como la harina (masa, pan, pasta, repostería).
- Verduras (frescas o encurtida) y setas (aunque algunos vegetarianos indios estrictos no las comen), y productos derivados como el aceite vegetal.
- Frutas (frescas o seca).
- Legumbres: judías (incluyendo la soja y los productos derivados como el tempeh, el tofu, la leche de soja y la proteína de soja texturizada), garbanzos, guisantes, lentejas, cacahuetes.
- Frutos secos.
- Especias y hierbas.
- Otros alimentos como algas (aunque algunos vegetarianos estrictos las consideran no comestibles por la misma razón que otros la consideran no kosher: la posibilidad de que diversos animales diminutos puedan estar adheridos a ellas).

Los alimentos disponibles para diversos tipos de cocina vegetariana son:
- Productos lácteos: leche, mantequilla, queso (excepto aquel que contenga cuajo de origen animal), yogur (excepto el elaborado con gelatina), etcétera — no consumidos por veganos y ovovegetarianos puros.
- Huevos — no consumidos por veganos y lactovegetarianos puros.
- Miel — no consumida por veganos.

## Cocina tradicionalmente vegetariana

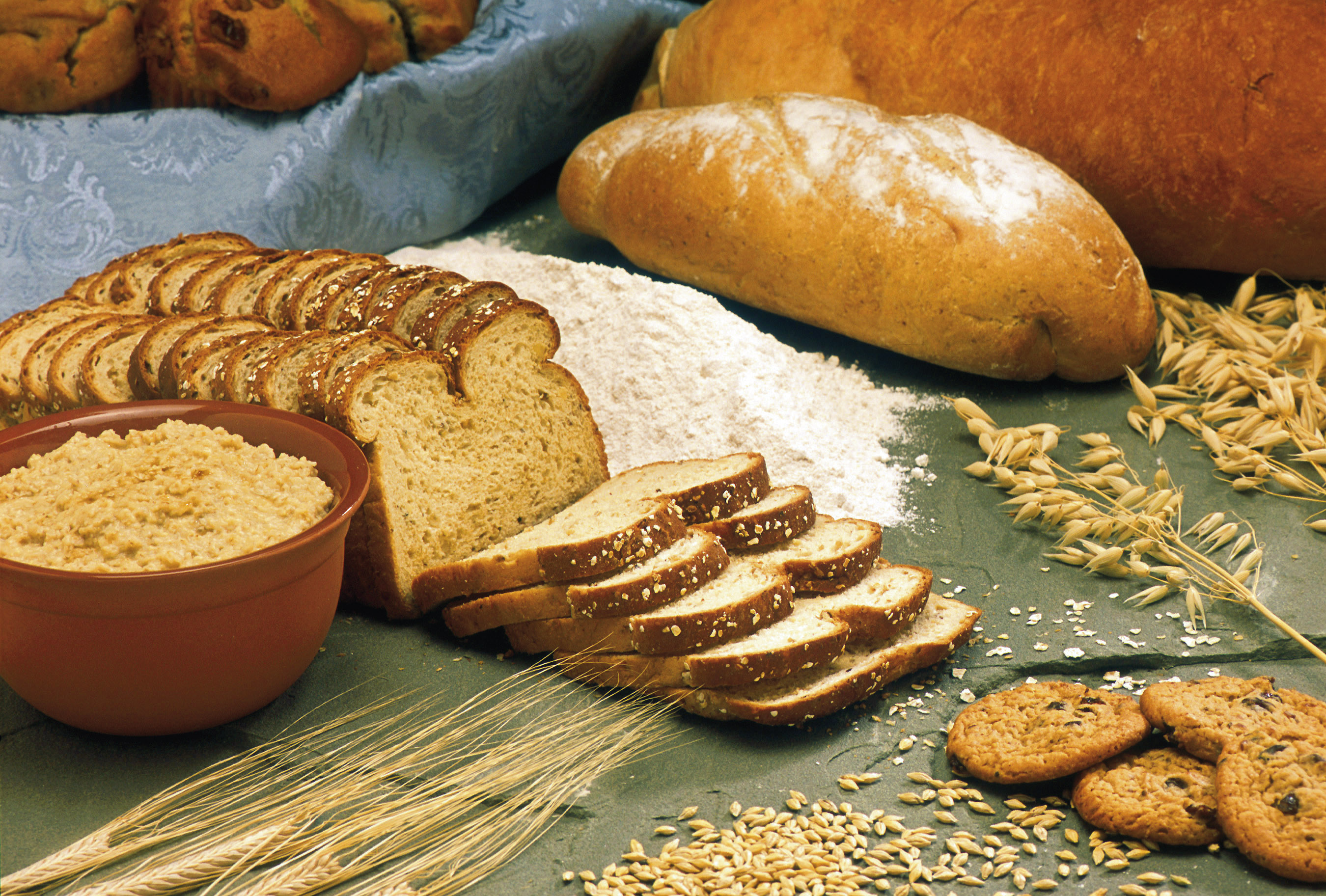
Productos vegetarianos hechos de cereales.

Algunos de los platos más comunes que los vegetarianos occidentales comen sin cambiar ingredientes, incluyendo desde desayunos a postres de cenas, son:
- La cocina gujarati, del estado de Guyarat (oeste de la India), es predominantemente vegetariana.
- Muchas recetas de judías, pasta, patatas, arroz y bulgur/cuscús, estofados, sopas y revueltos.
- Cereales y copos, barritas, muesli, etcétera.
- Fruta fresca y la mayoría de las ensaladas.
- Ensalada de patata, baba ganush, wraps de pita o burritos, pilafs vegetales, patatas al horno o fritas con varias salsas, maíz en palo, smoothies, etcétera.
- Muchos sándwiches, como la cheese on toast o los que incluyen berenjena asada, champiñones, pimiento, queso, aguacate y similares.
- Muchos acompañamientos, como puré de patata, patatas gratinadas, algunos panes rellenos, arroces condimentados o macarrones con queso.
- La cocina budista de Asia servida en templos y restaurantes con una señal verde indicando que se trata de comida vegetariana.

### Gastronomías nacionales

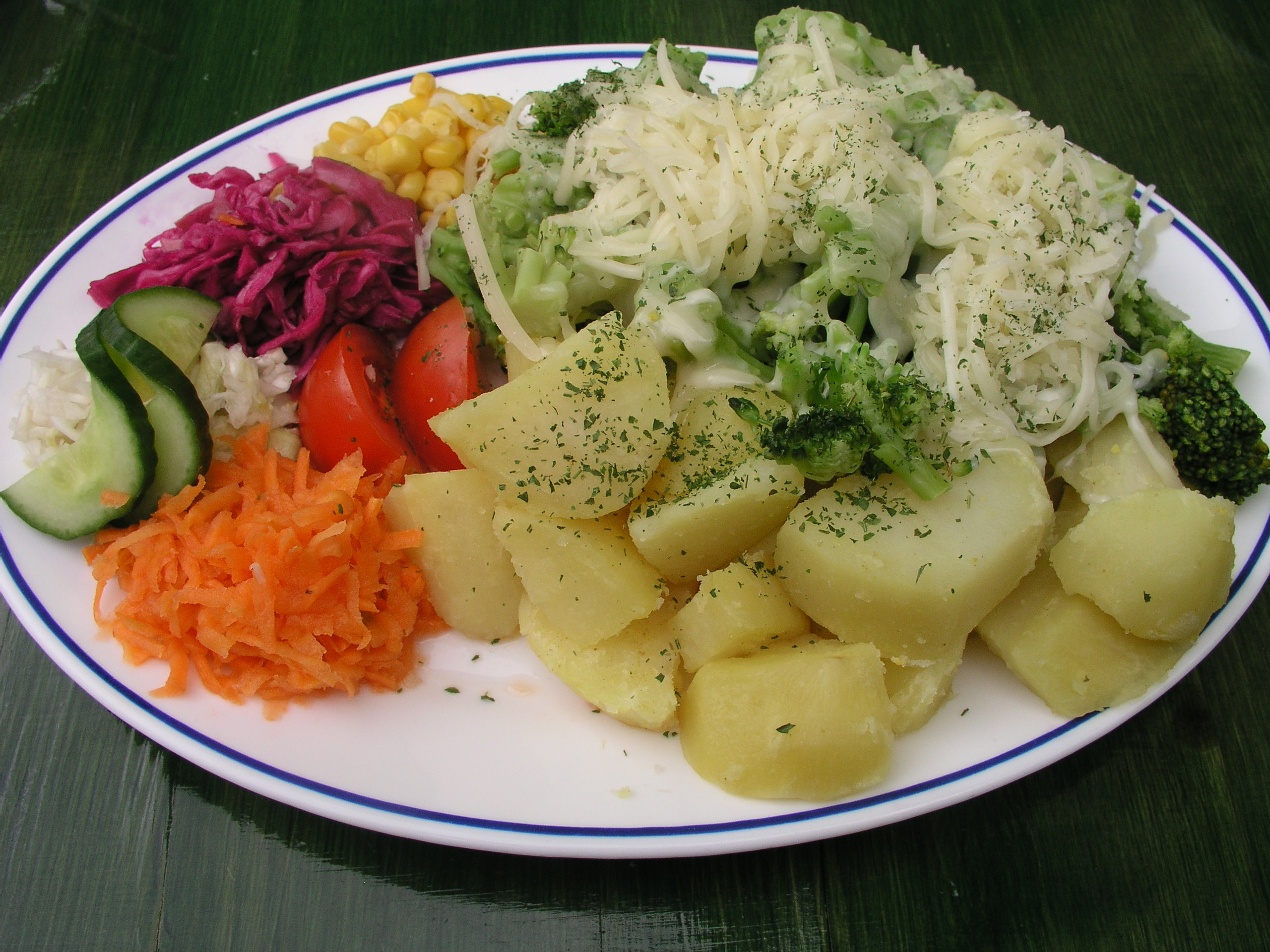
Brécol con queso, patatas hervidas y verdura (maíz, lombarda, repollo, pepino, tomate y zanahoria).

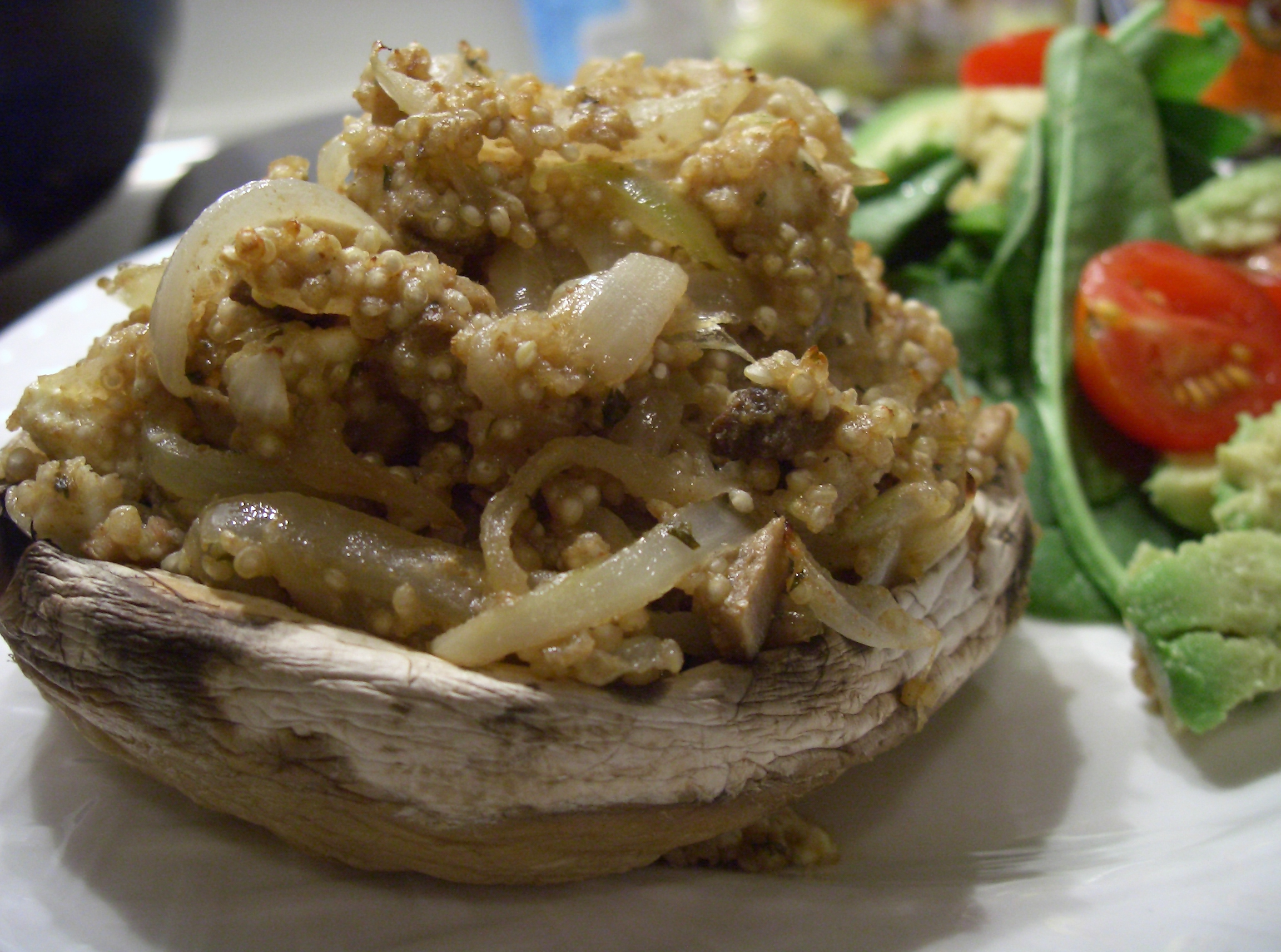
Champiñones rellenos de quinoa condimentada.

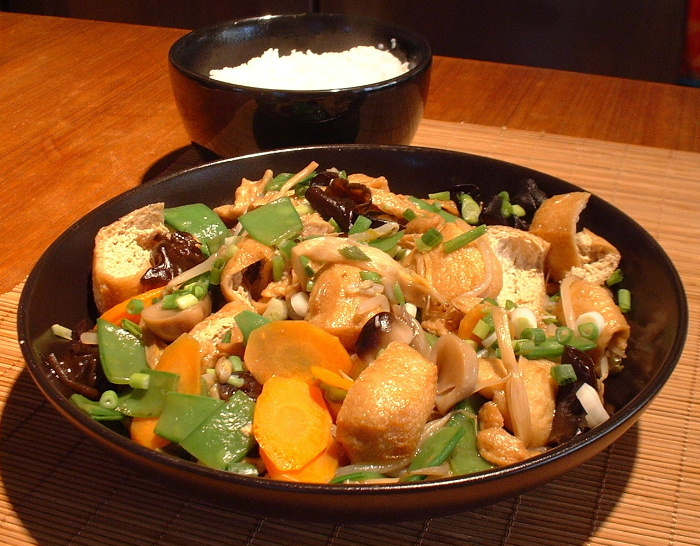
Deleite de Buda, un famoso plato chino vegetariano.

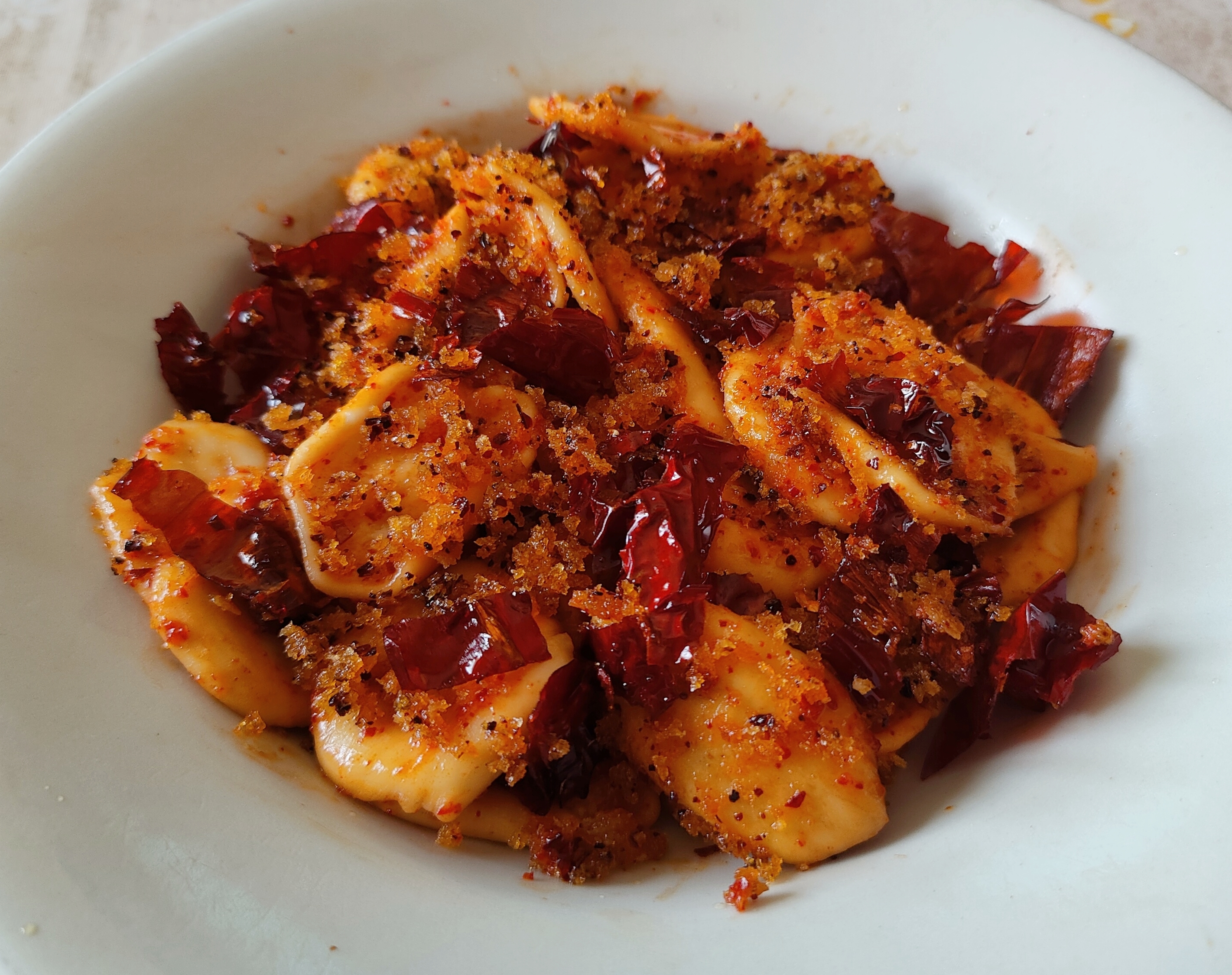
Pasta con i peperoni cruschi, un típico plato italiano vegetariano/vegano.

- La cocina india está repleta de platos vegetarianos, mucho de los cuales emanan de tradiciones religiosas (como los brahmanes hindúes). La cocina gujarati es más vegetariana que las de otras regiones indias y el thali gujarati es muy famoso en el país. Hay muchas recetas vegetarianas, tales como pakora, samosa, khichdi, pulao, raita, rasam, bengain bharta, chana masala, algunos kormas, sambhar, jalfrezi, saag aloo, sabjis (platos vegetales) como bindi subji, gobi subji, chole punyabí, aloo matar y algunas recetas del sur indio como dosas, idlis y vadas. El chapati y otros panes a base de trigo como el naan y las parathas de roti se rellenan a menudo con vegetales para obtener una comida correcta. Muchos platos indios son también veganos, si bien otros emplean miel o lácteos.
  - Platos del sur de la India como sambhar, rasam, koottu, karembadu, upma, palya, kozhambu, aviyal, olan, curry Kadala, theeyal, pulingari, chammandi, chatni y panes como appam, puttu, pathiri, dosai, idli y vadai.
- Recetas españolas como el tumbet, el pisto, el gazpacho, la tortilla de patatas, el ajoblanco, el salmorejo, las papas arrugadas, los garbanzos con acelgas, el salmorejo o el arroz viudo, además de muchas tapas. Asimismo, numerosos platos que en sus recetas originales suelen llevar ingredientes de origen animal pueden ser fácilmente elaborados de forma vegetariana, por ejemplo: los potajes (de lentejas, alubias, garbanzos y otras legumbres), la paella o las empanadas y empanadillas. En la gastronomía española también se encuentran numerosos postres vegetarianos, como por ejemplo el flan, la crema catalana, el arroz con leche, las natillas, las torrijas o la quesada.
- Platos mexicanos como salsa vegetal y guacamole con tortillas, arroz y burritos (sin manteca en los frijoles refritos ni grasa de pollo en el arroz), muchas quesadillas, tacos de frijol, algunos chilaquiles y pasteles de frijol, chili sin carne, frijoles negros con arroz, chiles rellenos, enchiladas de queso y fajitas de verdura.
- Recetas italianas como la mayoría de la pasta, muchas pizzas, berenjenas, bruschettas y muchos risottos.
- Platos europeos como el ratatouille, puerros a la brasa con aceitunas y perejil, muchos quiches, acelgas, champiñones rellenos de verdura, coles de Bruselas, calabacín, etcétera.
- En Alemania, la salsa verde de Fráncfort, diversos klöße con salsas vegetales (por ejemplo de rebozuelo), combinaciones de queso quark, espinacas, patatas y varias hierbas proporcionan algunos platos vegetarianos tradicionales de verano. Tradicionalmente los viernes se sirve en el sur de Alemania una amplia variedad de platos dulces como plato principal, por ejemplo germknödel o dampfnudel. La sopa de patata y el plum cake son platos tradicionales de viernes en el Palatinado.
- Muchos platos balcánicos, como las dolmas y la spanakopita.
- La cocina rusa desarrolló una importante tradición vegetariana en la época zarista.[1] La tradición ortodoxa de separar carne y verdura, así como los platos específicos de ayuno, contribuyeron a una rica variedad de platos vegetarianos[1] en Rusia y los países eslavos, tales como sopas (borscht vegetal, shchi, okroshka), pierogi, blini, varenyky, gachas, alforfón, vegetales fermentados y encurtidos, etcétera.
- Muchas recetas etíopes.
- Platos de Oriente Medio tales como falafel, hummus (puré de garbanzo), tahini (semilla de sésamo molida), yogur con menta y cuscús.
  - En particular, la cocina egipcia es rica en platos vegetarianos. Por razones que van desde las económicas a las costumbres religiosas de la Iglesia Ortodoxa Copta, la mayor parte de las recetas egipcias se basan en judías y verduras: los platos nacionales, el kushari y el ful medames, son completamente vegetarianos, en concreto guisos de verdura variada.
- La cocina china (y otras asiáticas) cuenta con platos cuyos ingredientes principales son setas, fideos, berenjena, judías verdes, brécol, arroz, tofu y otras verduras.
- Platos japoneses como tempura, edamame, namekojiru y sushi vegetal. La sopa de miso se hace con pasta de soja blanca o negra fermentada y agua, guarneciéndose con cebollino y algas.
- Parte de la cocina tailandesa, incluyendo recetas como el pad kee maow y muchos currys.
- Recetas de la cocina criolla y del sur de Estados Unidos, como hush puppies, croquetas de gumbo, arroz y judías, y col verde o berza salteada, si no se cocinan con los tradicionales manteca de cerdo o caldo de carne.
- Algunos platos galeses, incluyendo las salchichas de Glamorgan, el laverbread o el Welsh rarebit.
- Recetas indonesias, incluyendo orek de tempeh, bacem de tempeh o bacem de tofu.

### Postres y dulces
La mayoría de los postres —incluyendo pasteles, cobblers , tartas, brownies, galletas, trufas, cuadrados de Rice Krispies, cuadrados de manteca de cacahuete (de masmelos libres de gelatina o crema de masmelo), budines, arroz con leche, helado, crème brûlée, etcétera— están libres de carne y pescado, siendo por tanto adecuados para los ovolactovegetarianos. Los dulces y postres orientales, como el halva o las delicias turcas, son prácticamente veganos, mientras otros como el baklava (que suele contener mantequilla) son lactovegetarianos. La mayoría de postres y dulces indios son vegetarianos, como peda, barfi, gulab yamun, shrikhand, basundi, kaju katri, rasgula, cham cham, rajbhog, etcétera, elaborándose a partir de productos lácteos. Los dulces a base de fruta seca o frutos secos son veganos.

## Recetas que usan sucedáneos cárnicos

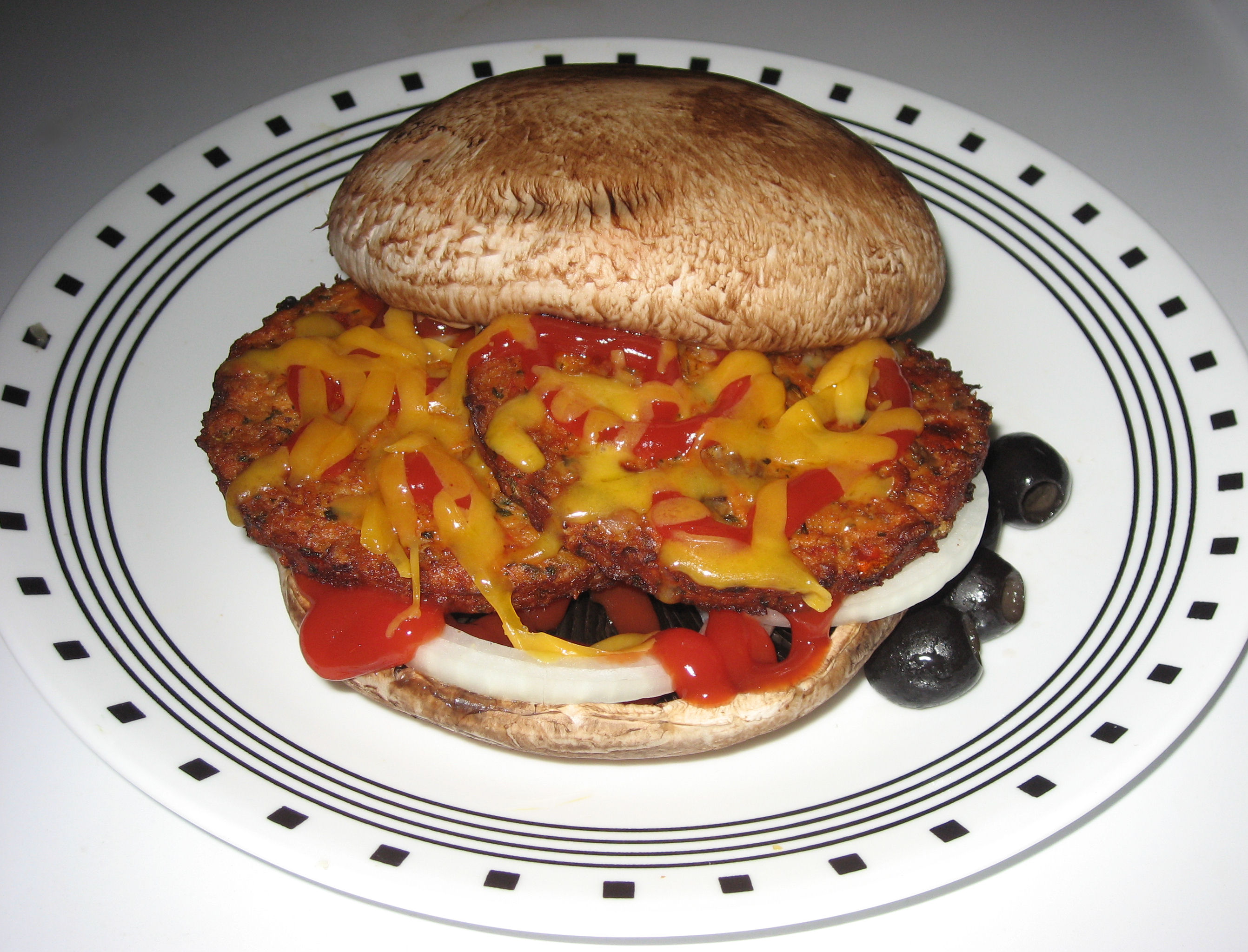
Hamburguesa vegetal con tomate y orégano Morningstar Farms guarnecida con cebolla, kétchup y cheddar.

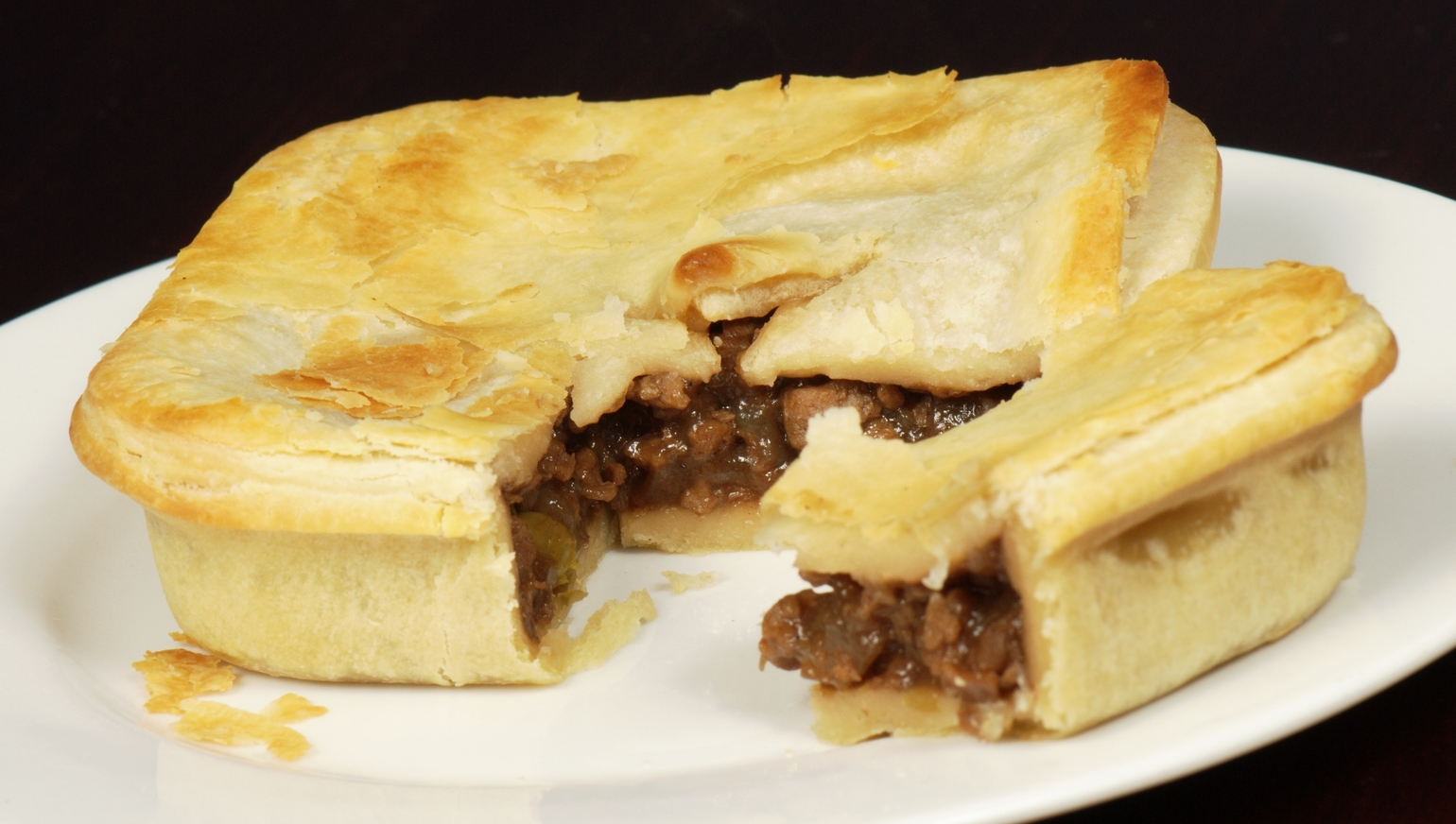
Un pastel vegano de sucedáneo de carne, conteniendo proteína de soja y champiñones.

Se trata de versiones vegetarianas de platos populares que disfrutan los no vegetarianos y que frecuentemente se consumen como comida rápida, fácil de preparar, alimentos de transición para los nuevos vegetarianos, o como forma de enseñar a los no vegetarianos que pueden serlo y seguir disfrutando de su comida favorita. Muchos vegetarianos disfrutan de estos platos como parte de una dieta variada.
Algunos platos populares hechos con carne falsa son:
- Hamburguesas vegetales: hamburguesas hechas de cereal, proteína vegetal texturizada (PVT), seitán (gluten de trigo), tempeh o champiñones.
- Perritos vegetales (habitualmente hechos de PVT).
- Salchichas de imitación (de soja, disponibles de varios tipos, como salami, boloñesa, pepperoni, etcétera).
- Albóndigas vegetales (normalmente hechas de PVT).
- «Pollo» vegetariano (normalmente hecho de seitán, tofu o PVT).
- Jambalaya (con salchicha o pollo falso, habitualmente hecho de PVT, seitán o tempeh).
- Tortilla de tomate (sustituyendo el huevo por una pasta de harina).
- Huevos revueltos, friendo un puré de tofu condimentado (a menudo se añade cúrcuma para darle un color amarillento).

El huevo de muchas recetas puede reemplazarse con facilidad por semillas de lino molidas, compota de manzana, puré de plátano o sucedáneo de huevo industrial. Las micoproteínas son otra fuente común de carnes de imitación, a las que se añaden condimentos vegetarianos, como por ejemplos algas. Adviértase que el tofu y el tempeh son ingredientes de ciertos platos por sí mismos, y no necesariamente como sustitutos de carne.

## Productos comerciales
En Australia hay disponibles diversos productos vegetarianos en la mayoría de cadenas de supermercados y la Asociación Vegetariana/Vegana de Queensland edita una guía de compras vegetaria.

## Limitaciones de una dieta vegetariana
La Asociación Dietética Americana (1997) con una postura de apoyo a la dieta vegetariana, ha señalado que la dieta vegetariana puede ser sana y adecuada, desde el punto de vista nutricional, pero que puede dar lugar a deficiencias si no se programa adecuadamente o bajo el asesoramiento de un dietista-nutricionista. Si los alimentos no son seleccionados adecuadamente, el vegetariano puede sufrir deficiencias nutricionales respecto a la ingesta calórica, vitaminas, minerales y proteínas.